# NGC 1699
NGC 1699 (również PGC 16390) – galaktyka spiralna (Sb), znajdująca się w gwiazdozbiorze Erydanu. Odkrył ją 13 lutego 1860 roku Samuel Hunter – asystent Williama Parsonsa.
W galaktyce tej zaobserwowano supernową SN 2001ep.